# John Tchicai

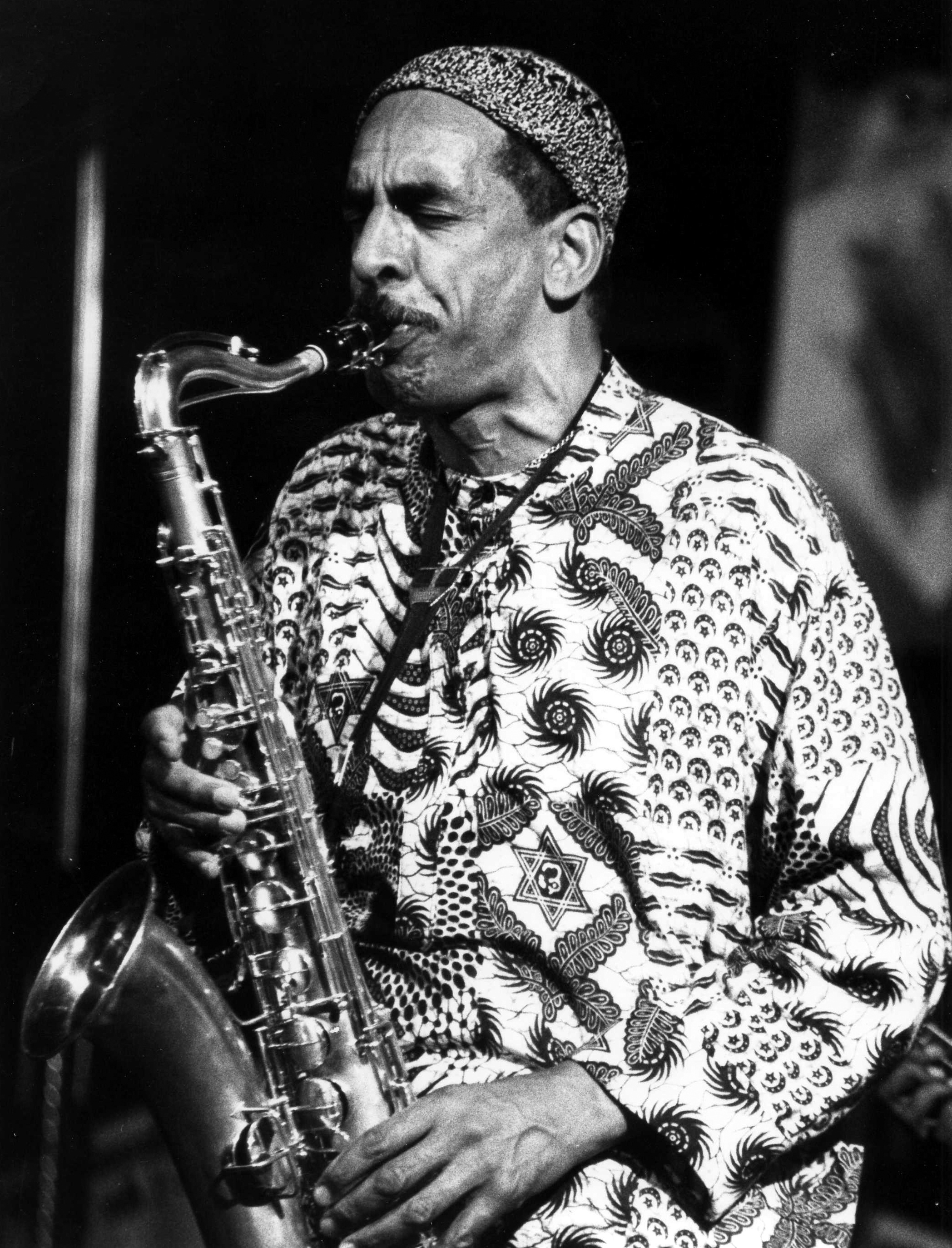
John Tchicai (1987, Jazzfestival Münster)

John Martin Tchicai (* 28. April 1936 in Kopenhagen; † 8. Oktober 2012 in Perpignan, Frankreich) war ein dänischer Jazz-Saxophonist. Tchicai war als einziger europäischer Saxophonist an der Ausgestaltung des freien Jazz in New York Mitte der 1960er Jahre entscheidend beteiligt. Anders als die meisten Free-Jazz-Saxofonisten mit ihrem explosiven Energiespiel mit ihren Spalt- und Splitterklängen im Obertonbereich zeichnete sich Tchicais Spiel durch einen trockenen Lyrismus und eine „coolere“, durch Lee Konitz beeinflusste Klangkonzeption aus.

## Leben und Wirken
Tchicai, der in Århus als Sohn eines kongolesisch-dänischen Elternpaares aufwuchs, erhielt als Kind Geigen- und Klarinettenunterricht. Ab dem fünfzehnten Lebensjahr lernte er Altsaxophon. Während seines Musikstudiums am Kopenhagener Konservatorium trat er mit Albert Ayler und Sunny Murray auf; 1962/63 konzertierte er erstmals außerhalb von Dänemark bei den Festivals in Helsinki und dem Jazz Jamboree in Warschau, wo es zur ersten (als Jazz Jamboree Vol. 4 veröffentlichten) Aufnahme kam. 1963 ging er erstmals nach New York, wo er mit Musikern der dortigen Jazzavantgarde spielte. Dort gründete er gemeinsam mit Don Cherry und Archie Shepp die New York Contemporary Five, bei denen die drei Bläser simultan improvisierten. Diese multilinearen Improvisationen waren dem harmolodischen Musizierideal Ornette Colemans verpflichtet. Mit dieser Band kam Tchicai nach Europa. Zurück in New York gründete er 1964 mit Roswell Rudd und Milford Graves das New York Art Quartet, spielte aber auch bei bahnbrechenden Aufnahmen von Archie Shepp (Four for Trane 1964), John Coltrane (Ascension 1965) und von Albert Ayler (N.Y. Eye and Ear Control).
Nach Europa zurückgekehrt, gründete Tchicai 1966 die Cadentia Nova Danica, mit der er Ende der 1960er Jahre auf mehreren Festivals gastierte und zwei Alben herausbrachte. 1968 arbeitete er auch im Trio mit Misha Mengelberg und Han Bennink. Beim Montreux Jazz Festival 1970 trat er mit seinem Quartett auf. Während der 1970er Jahre konzentrierte er sich auf seine Lehrtätigkeit, neben Privatunterricht insbesondere Meisterkurse an Konservatorien, beschäftigte sich mit der Bassklarinette, dem Sopransaxophon und Bambusflöten und trat nur gelegentlich mit Gunter Hampel, Irène Schweizer, John Stevens, dem eigenen Trio, dem Dänischen Radio-Jazzorchester und in Solokonzerten auf.
In den 1980er Jahren wechselte Tchicai auf das Tenorsaxophon und arbeitete u. a. mit dem New Jungle Orchestra von Pierre Dørge und der niederländischen Formation De Zes Winden, sowie in Gruppen von Johnny Dyani und Chris McGregor. Zeitweise spielte er mit François Jeanneau im Saxophon-Quartett und auch -Sextett. 1983/84 trat er auch im Trio mit dem Kirchenorganisten Hans-Günther Wauer und dem Schlagzeuger Günter Baby Sommer sowie mit Cecil Taylor auf. Auch nahm er mit Charles Gayle auf. 1987 veröffentlichte er sein Lehrbuch Advice to Improvisers (Edition Hansen). Seit dem gleichen Jahr beteiligte er sich am Projekt Jazz gegen Apartheid (u. a. mit Harry Beckett und Makaya Ntshoko). 1991 gründete er in Kalifornien sein Septett John Tchicai and the Archetypes. Daneben war er Mitglied der Yo Miles-Band von Henry Kaiser und Wadada Leo Smith, spielte in Projekten von Karl Berger, Károly Binder und Vitold Rek. Er trat ferner mit seinem International Workshop Orchestra sowie der John Tchicai Connection auf und reaktivierte seine Cadentia Nova Danica. 2000 erschien unter dem Titel Tchicai and New York Art Quartet ein Dokumentarfilm von Alan Roth; beim Jazz Festival von Lissabon 2001 kam es zu einer Reunion dieses Quartetts.
Tchicai wohnte seit 1991 in Davis, Kalifornien, und seit 2001 hauptsächlich in Claira bei Perpignan in Frankreich. Nach einer Hirnblutung lag er seit Juni 2012 im Koma.

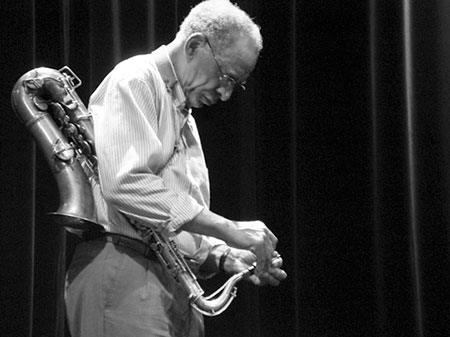
John Tchicai (≈2010)

## Diskografische Hinweise
- New York Art Quartet Mohawk (Fontana Records 1965; mit Roswell Rudd, Reggie Workman, Milford Graves)
- Cadentia Nova Danica (Polydor 1968; mit Karsten Vogel, Hugh Steinmetz, Kim Menzer, Max Brüel, Steffen Andersen, Giorgio Musoni, Yvan Krill, Robidoo)
- John Tchicai & Cadentia Nova Danica Afrodisiaca (MPS 1970; mit Hugh Steinmetz, Theo Rahbek, Mauritz Tchicai, Kim Menzer, Willy Jagert, Willem Breuker, Max Brüel, Michael Schou, Sune Weimar, Niels Harrit, Ole Kühl, Christian Kyhl, Mogens Bollerup, Joergen Thorup, Bent Hesselman, Pierre Dørge, Ole Matthissen, Ole Thilo, Steffen Andersen, Claus Boeje, Jon Finsen, Anthony Barnett, Giorgio Musoni, Simon Kopel, J. C. Moses)
- Willi The Pig (Willisau 1975; mit Irène Schweizer, Buschi Niebergall, Makaya Ntshoko)
- Real Tchicai (1977; mit Pierre Dørge und Niels-Henning Ørsted Pedersen)
- Cassava Balls (1985; mit Hartmut Geerken und Don Moye)
- Anybody Home? (Tutl Records 2001; mit Sunleif Rasmussen, Peder Riis-Jensen, Hedin Ziska Davidsen, Kristian Blak und The Esbjerg Ensemble)
- Big Chief Dreaming (Soul Note, 2005; mit Garrison Fewell, Tino Tracanna, Paolino Dalla Porta, Massimo Manzi)
- Tribal Ghost (NoBusiness Records, 2013, mit Charlie Kohlhase, Garrison Fewell, Cecil McBee, Billy Hart)
- Musical Monsters (Intakt 1980, ed. 2018)
- Live at the Stone (2007, ed. 2020), mit Adam Lane, Garrison Fewell, Vijay Anderson